# Кавайон
Кавайо́н (фр. Cavaillon, окс. Cavalhon) — город и коммуна во французском департаменте Воклюз региона Прованс — Альпы — Лазурный Берег. Является центром одноимённого кантона.

## Географическое положение

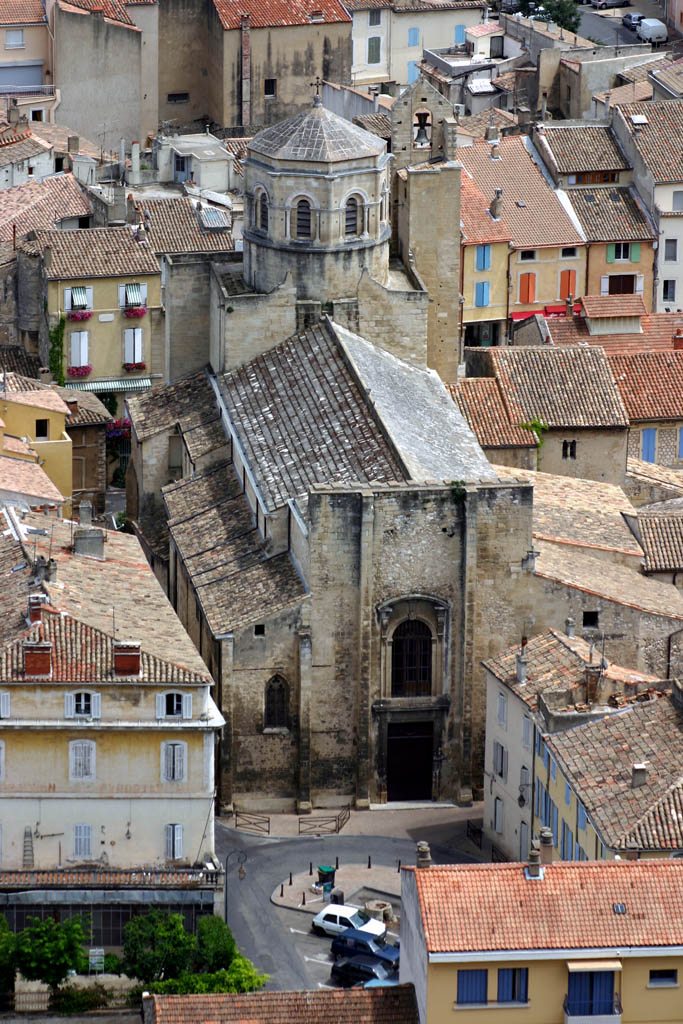
Кавайонский собор

Город Кавайон расположен на юго-востоке Франции, в департаменте Воклюз региона Прованс — Альпы — Лазурный Берег. Он входит в округ Апт и является административным центром одноимённого кантона. Площадь коммуны составляет 45,96 км².

## Демография
Население коммуны на 2010 год составляло 24 951 человек.
| 1962   | 1968   | 1975   | 1982   | 1990   | 1999   | 2010   |
| ------ | ------ | ------ | ------ | ------ | ------ | ------ |
| 17 058 | 21 388 | 21 259 | 20 615 | 23 102 | 24 572 | 24 951 |

### Гидрография
Город расположен в междуречье Кулона и Дюранса. Через Кавайон проходит канал Сен-Жюльен. Кроме этого, по территории коммуны протекает река Булон.

## История
Поселение Кавайон было основано галлами, построившими здесь, на холме Сен-Жак, укрепление — оппидум. Римляне перенесли его на равнину и назвали Кабелио (Cabelio).
В Средние века Кавайон входил в состав папской территории Конта-Венессен. В 1251 году папой Иннокентием IV здесь был освящён собор Сен-Верен. С V века и вплоть до 1801 года Кавайон был центром римско-католического епископства, входившего в Авиньонское архиепископство. Благодаря либеральной политике папских властей, начиная с XIII века Кавайон становится, наряду с городами Авиньон и Карпантра, одним из центров французских евреев, бежавших от преследований короля Филиппа IV Красивого. В городе было своё гетто и в XIV столетии здесь была построена синагога.

## Достопримечательности
- Кавайонский кафедральный собор — построен в 1251 году.

## Кино
В Кавайоне — на вокзале и в различных частях города — проводились съёмки вышедшего в прокат в 2007 году кинофильма «Мистер Бин на отдыхе».
Здесь также снимались фильмы «Убийственное лето» (1983) с Изабель Аджани в главной роли, и «Проклятый газон» (1994).